# Anelaphus cinereus
Anelaphus cinereus es una especie de escarabajo longicornio del género Anelaphus, categorizada en la tribu Elaphidiini, de la subfamilia Cerambycinae.
Mide 7-14,7 mm de longitud. El período de vuelo para ejemplares adultos se presenta durante los meses de febrero, abril, mayo, junio y septiembre.
Existen varios ejemplares de la especie en el museo de Historia Natural, el museo Nacional de Historia Natural de los Estados Unidos y el museo de Zoología Comparada.

## Taxonomía
Se atribuye su descripción al botánico y entomólogo de origen francés Guillaume-Antoine Olivier, quien la citó por primera vez en 1800. La especie aparece registrada en la sección Entomologie ou Histoire Naturelle des Insectes, avec leurs caractères génériques et spécifiques, leur description, leur synonymie et leur figure enluminée. Coléoptères de Imprimerie de Lanneau, 4: 1–519, 75 pls. p. 1–124 (1795); 125–492, publicada por Olivier Guillaume-Antoine en 1800.

## Distribución
Se distribuye por Bahamas, Cuba, Estados Unidos, República Dominicana, Puerto Rico, Jamaica, Haití, Curazao, Bermudas e Islas Caimán.